# ویسلی لوپز دا سیلوا
ویسلی لوپز دا سیلوا بازیکن فوتبال اهل برزیل است 